# Movses Hakobyan
Movses Hakobyan (in armeno Մովսես Հակոբյան?; Chartar, 4 febbraio 1965) è un generale armeno.
È un alto ufficiale militare armeno ed ex comandante dell'Esercito di difesa del Nagorno Karabakh (Artsakh) e in quanto tale anche ministro della difesa della repubblica. 

## Biografia
Hakobyan è nato nel villaggio di Chartar nella regione di Martuni del Oblast' Autonoma del Nagorno Karabakh. Si è diplomato alla scuola secondaria di Chartar nel 1982 ed è entrato alla Scuola di alto comando delle armate combinate di Alma-Ata nello stesso anno. Dal 1986 al 1987, ha prestato servizio nel 553º reggimento fucilieri motorizzati del Distretto militare transcaucasico, come comandante del plotone di fanteria. Hakobyan quindi prestò servizio nelle forze armate sovietiche di stanza in Afghanistan durante l'intervento sovietico in qualità di vicecomandante di una compagnia di fucilieri. Nel 1988, tornò nel distretto militare della Transcaucasia per servire come comandante della compagnia con il 366º reggimento fucilieri motorizzati di stanza a Stepanakert. Dopo che il reggimento fu ritirato da Stepanakert nel marzo 1992 durante la prima guerra del Nagorno Karabakh, Hakobyan si unì alle forze di autodifesa del Nagorno Karabakh.
Durante il conflitto partecipò ad operazioni militari a Martuni, Askeran, Martakert, Agdam e fu ferito almeno tre volte. Hakobyan fu il comandante del battaglione del suo villaggio natale di Chartar da luglio a settembre 1992. Successivamente è stato vice comandante, poi comandante, del distretto di difesa di Shushi dal 1992 al 1993. Da settembre a dicembre 1993, ha comandato la difesa di Monteaberd (Martuni). Successivamente e fino al 1998, è stato comandante del 2º distretto di difesa di Martuni e dal 1998 al 1999 del 4º distretto di difesa di Askeran. Dal 1999 al 2001, Hakobyan è stato vice comandante dell'esercito di difesa del Nagorno-Karabakh, incaricato della prontezza al combattimento.
Dopo la sua laurea presso l'Accademia dello stato maggiore della Russia, il 24 luglio 2002, Hakobyan è stato nominato consigliere del ministro della difesa dell'Armenia e, nel luglio 2003, come primo vicecomandante e capo di stato maggiore dell'Esercito di difesa della repubblica del Nagorno Karabakh. Hakobyan è diventato ministro della difesa del Nagorno-Karabakh l'11 maggio 2007 con decreto del presidente del Nagorno-Karabakh Arkadi Ghukasyan, succedendo a Seyran Ohanyan.
Nel giugno 2015, Hakobyan è stato nominato vicecapo di stato maggiore delle forze armate dell'Armenia. Ha retto tale ufficio fino all'ottobre dell'anno seguente allorché è stato nominato alla guida dello stato maggiore delle forze armate dell'Armenia.
A novembre 2019 è stato nominato Capo del servizio di supervisione militare del ministero della difesa armeno., incarico dal quale si è dimesso il 18 novembre 2020.

## Cronologia principali incarichi
- Ministro della difesa della repubblica del Nagorno Karabakh: 11 maggio 2007 - 15 giugno 2015
- Vicecapo di stato maggiore delle forze armate dell'Armenia: 15 giugno 2015 - 3 ottobre 2016
- Capo di stato maggiore delle forze armate dell'Armenia: 3 ottobre 2016 - 19 novembre 2019
- Capo del servizio di supervisione militare del ministero della Difesa dell'Armenia: 19 novembre 2019 - corrente

## Riconoscimenti
- Eroe dell'Artsakh (2 settembre 2002)
- Ordine della croce di combattimento, 1º grado
- Ordine della croce di combattimento, 2º grado
- Ordine della croce di combattimento, 2º grado
- Medaglia "Per servizio alla Patria", 1º grado
- Ordine di Vardan Mamikonian
- Ordine della Stella rossa
- Medaglia per il giubileo dei 70 anni delle forze armate dell'Unione Sovietica
- Medaglia "Soldati internazionalisti"
- Medaglia "Dal popolo riconoscente dell'Afghanistan"